# تپه قلادز
تپه قلا دز مربوط به دوره اشکانیان - دوره ساسانیان است و در شهرستان کوهدشت، بخش مرکزی، دهستان کوهدشت شمالی، ۱ کیلومتری شمال غرب روستای سربرزه واقع شده و این اثر در تاریخ ۲۶ اسفند ۱۳۸۷ با شمارهٔ ثبت ۲۶۱۶۸ به‌عنوان یکی از آثار ملی ایران به ثبت رسیده است.